# موچسب رنگین
موچسب رنگین (نام علمی: Ampelopsis glandulosa)، با نام‌های رایج خزنده، توت چینی، تاک‌فلفل آمور و انگور وحشی، یک گیاه زینتی بومی مناطق معتدل آسیا از جمله چین، ژاپن، هند، نپال، میانمار، ویتنام و فیلیپین است. به‌طور کلی شبیه گونه‌های انگور (جنس Vitis) و سایر گونه‌های موچسب است و احتمالاً با آن اشتباه گرفته می‌شود.

## شرح
موچسب رنگین گیاهی است برگ‌ریز، چوبی و چندساله با گل‌ها و پیچک‌هایی که در مقابل برگ‌های دارای لبه‌های کف دست قرار گرفته و دارای سه تا پنج لوب کم و بیش عمیق و حاشیه‌های درشت دندانه‌دار (با یک شاخه کوچک) هستند. توت چینی از طریق پیچک‌ها به ارتفاع ۴ تا ۶ متر صعود می‌کند. پیچک‌ها توسط پیچک‌های غیرچسبی شبیه به تاک‌های انگور به تکیه‌گاه‌ها می‌چسبند. پیچک‌ها در مقابل برگ‌ها قرار دارند و دارای دو یا سه شاخه هستند.
گل‌آذین به شکل کوریمبی (Corymb) شکل است که در مقابل یک برگ چسبیده است. گلها کوچک، سبز مایل به سفید هستند که در چترهای روبروی برگ‌ها متولد شده و در ماه ژوئن تا آگوست ظاهر می‌شوند. میوه‌ها ۴ تا ۸ میلی‌متر قطر دارند، کروی شکل، حاوی دو تا چهار بذر هستند و ممکن است رنگ‌های زیادی از جمله سبز، آبی، بنفش، صورتی یا زرد با لکه‌های سیاه یا قهوه‌ای داشته باشند. رنگ‌های مختلف زیادی روی یک گیاه وجود دارد. توت‌ها در اواخر تابستان و پاییز تولید می‌شوند. بذرها توسط پرندگان پراکنده می‌شوند.
توت چینی را می‌توان با انگور بومی بر اساس شکل برگ اشتباه گرفت، اما با بریدن ساقه و مشاهده مغز می‌توان آن را متمایز کرد. انگور مغز قهوه‌ای یا خرمایی دارد اما توت چینی مغز سفید دارد. پوست توت چینی نیز از عدسک پوشیده شده است و برخلاف پوست انگور پوسته نمی‌کند.

## پراکندگی و زیستگاه
توت چینی عمدتاً در زیستگاه‌های حاشیه‌ای مانند لبه‌های جنگل، حاشیه برکه‌ها، سواحل رودخانه‌ها، بیشه‌زارها و سایر مناطقی که نور کامل خورشید تا نیمه سایه دارند رشد می‌کند. در خاک‌های مرطوب دائمی یا مناطق شدیداً سایه‌دار رشد نمی‌کند و معمولاً در فضای داخلی جنگل‌های بالغ یافت نمی‌شود.
توت چینی به‌طور بومی در چین، کره، ژاپن و خاور دور روسیه یافت می‌شود. این گیاه در دهه ۱۸۷۰ به‌عنوان یک گیاه منظره به ایالات‌متحده معرفی شد. دامنه تهاجمی آن از ویسکانسین و آیووا در غربی‌ترین گستره آن تا خط ساحلی اقیانوس اطلس در شرق، جایی که از نیوهمپشایر تا جورجیا یافت می‌شود، گسترش یافته.

## کشت
موچسب رنگین جوره برویپدونکولاتا (brevipedunculata) میوه‌ای متمایز به رنگ آبی متوسط دارد و یک گیاه زینتی است که در باغ‌ها برای تزئین دیوارها و باغ‌ها استفاده می‌شود. توت چینی با وجود آگاهی از تهاجمی بودن آن هنوز به‌طور گسترده کشت می‌شود. اگر به درستی مدیریت نشود، درختان کوچکتر را می‌کشد و غالب می‌شود. از درختان بزرگتر به بالای آن بالا می‌رود.
گونه الگانس نسبت به دیگر گونه‌ها ضعیف‌تر است. دارای برگ‌های کوچکتر به رنگ‌های سفید و صورتی خالدار است و به یخبندان حساسیت بیشتری دارد. توت چینی اغلب با عشقه پنج‌برگ، پیچک سمی و رازیانه‌بو وجود دارد.
موچسب رنگین معمولاً برای اهداف آشپزی کشت نمی‌شود، زیرا طعم آن نامطلوب است و به‌عنوان لزج و ملایم توصیف می‌شود.
موچسب رنگین گاهی برای اهداف پزشکی کشت می‌شود، مثلاً در چین برای درمان لخته، کورک، آبسه، زخم، کبودی‌های ضربه و درد استفاده می‌شود.
موچسب رنگین از ۱ ژوئیه ۲۰۲۲ در دلاور ممنوع شد.

## تهاجمی بودن

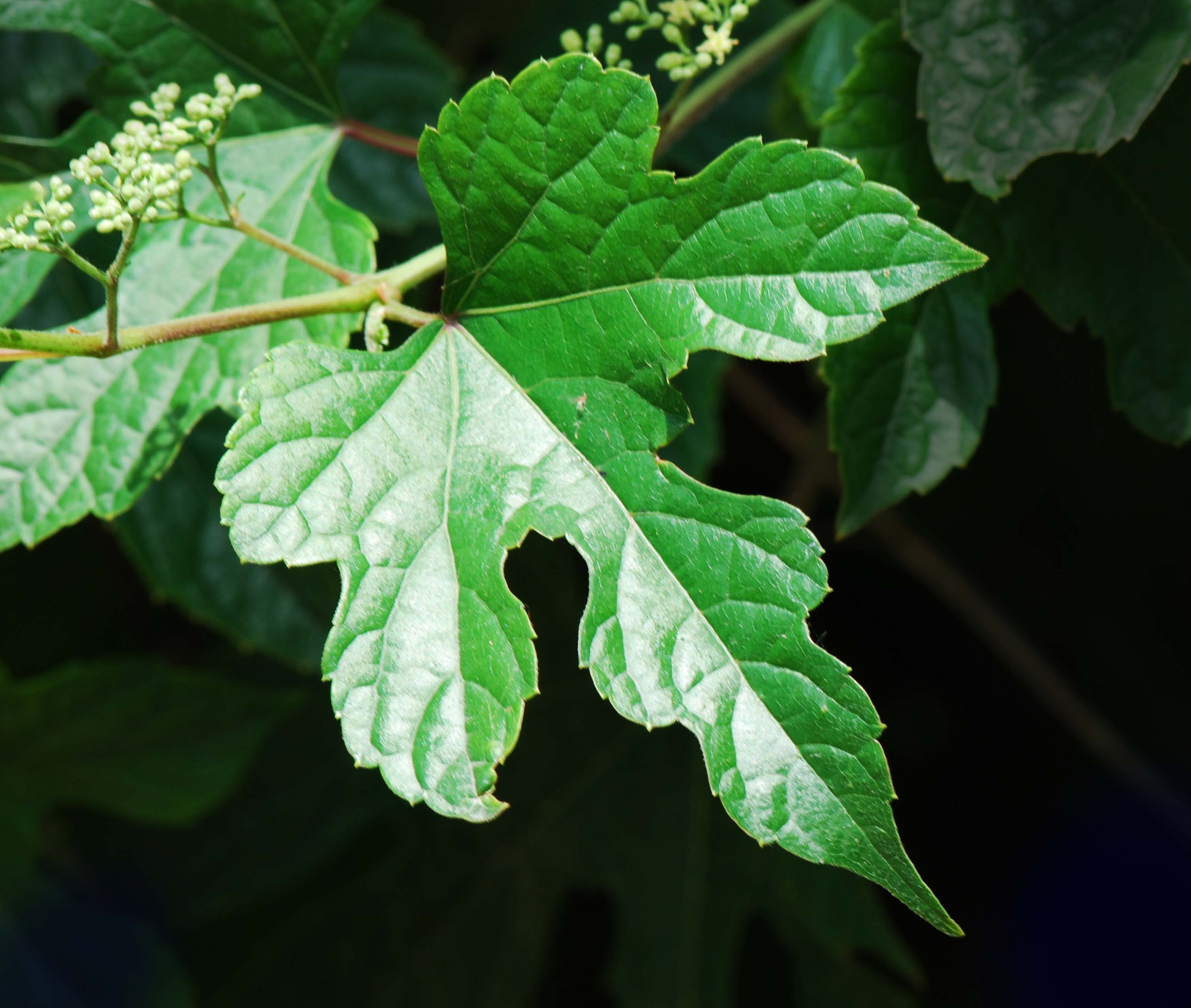
گل‌آذین

این یک گونه گیاهی مهاجم اصلی در بخش‌هایی از شرق ایالات‌متحده است. در محیط‌های شهری و همچنین در محیط‌های شبانی‌تر تهاجمی است. توت چینی اغلب در مناطق آشفته مانند کنار جاده‌ها، مزارع قدیمی و دشت‌های سیلابی که نور خورشید فراوان است، یافت می‌شود. ویژگی‌هایی که آن را به یک گیاه باغی محبوب تبدیل می‌کند، مانند پوشش زمین، عادت کوهنوردی، مقاومت در برابر آفات و تحمل شرایط نامطلوب، آن را به گونه‌ای مهاجم قوی تبدیل می‌کند. توت چینی تهاجمی تمایل به سایه انداختن و کشتن بوته‌ها و درختان جوان را دارد و با رشدهای بیشتر از روی گیاهان بزرگتر بالا می‌روند، آنها را می‌پوشانند و به‌طور بالقوه با مسدود کردن نور خورشید می‌کشند. پرندگان میوه‌ها را مصرف می‌کنند و به‌عنوان یک ناقل برای انتقال بذر آن عمل می‌کنند.

## شیمی
رنگ آبی غیرمعمول توت‌ها به‌دلیل پدیده رنگدانه‌سازی آنتوسیانیدین-فلاونول است.
آمپلوپسین ای (Ampelopsin A) بی (Ampelopsin B) و سی (Ampelopsin C) الیگومرهای استیلبن هستند که در موچسب رنگین جوره هانسری (hancei) (قبلاً موچسب برویپدونکولاتا جوره هانسری) یافت می‌شوند.

## جوره‌ها
چندین گونه متمایز می‌شود:
- جوره. هانسی (hancei)
- جوره. کولینجنسیس (kulingensis)
- جوره. گلندولوسا (glandulosa)
- جوره. هتروفیلا (heterophylla [ja])
- جوره. برویپدونکولاتا (brevipedunculata)